# شروبشاير
شروبشاير هي مقاطعة في ميدلاند الغربية في إنجلترا، على الحدود مع بويس وريكسهام في ويلز إلى الغرب والشمال الغربي، شيشاير في الشمال، ستافوردشاير في الشرق، ووسترشير إلى الجنوب الشرقي و هيرفوردشير إلى الجنوب. تم إنشاء مجلس شروبشاير في عام 2009، وهي سلطة وحدوية تسلم من مجلس المحافظة السابق وخمسة مجالس المقاطعات. وكانت منطقة تيلفورد ووريكن سلطة وحدوية منفصلة منذ عام 1998 ولكنها لا تزال تدرج في المقاطعة الاحتفالية.

## الطقس

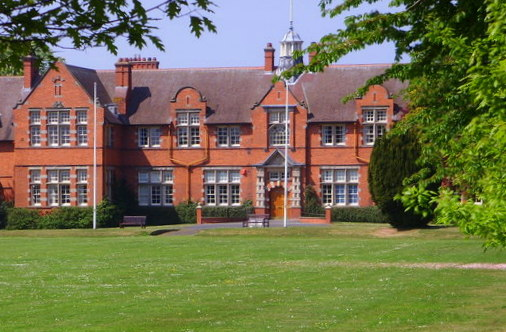
جامعة هاربر آدمز، حيث سجلت في 10 كانون الثاني / يناير 1982 أبرد درجات حرارة في انجلترا.

### Shropshire county flag

علم مقاطعة شروبشاير، أعتمد رسمياً في عام 2012

## المدن و القرى
| تلفورد شروزبري Oswestry بريدجنورث ‏ | Ceremonial county of Shropshire تلفورد وريكين ‏ shown within شروبشاير, Motorways, 'A' Roads ‏, Settlements | أكبر القرى (حسب السكان): تلفورد (138,241) شروزبري (المملكة المتحدة) (71,715) Oswestry (15,613) بريدجنورث ‏ (12,212) Newport (10,814) Ludlow (10,500) Market Drayton (10,407) Whitchurch (8,907) Shifnal (7,094) Bayston Hill (village) (5,079) Wem (5,142) بروسلي (4,912) Church Stretton (4,671) Albrighton (village) (4,157) Pontesbury (village) (3,500) Ellesmere (3,223) Prees (village) (2,688) Much Wenlock (2,605) Craven Arms (2,289) Cleobury Mortimer (1,962) Bishop's Castle (1,630) Ruyton-XI-Towns (village) (1,500) Baschurch (village) (1,475) Clun (680) | Newport Ludlow Market Drayton Whitchurch |

## أشخاص معروفين
- أبرهام داربي، من أوائل الصناعيين.

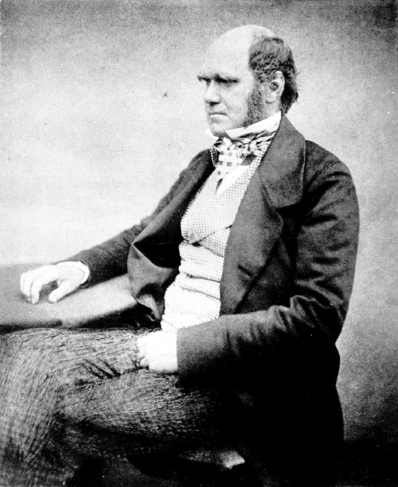
تشارلز داروين (1809-82), صاحب نظرية التطور من خلال اصطفاء طبيعي وهو أساس العلوم البيولوجية الحديثة.

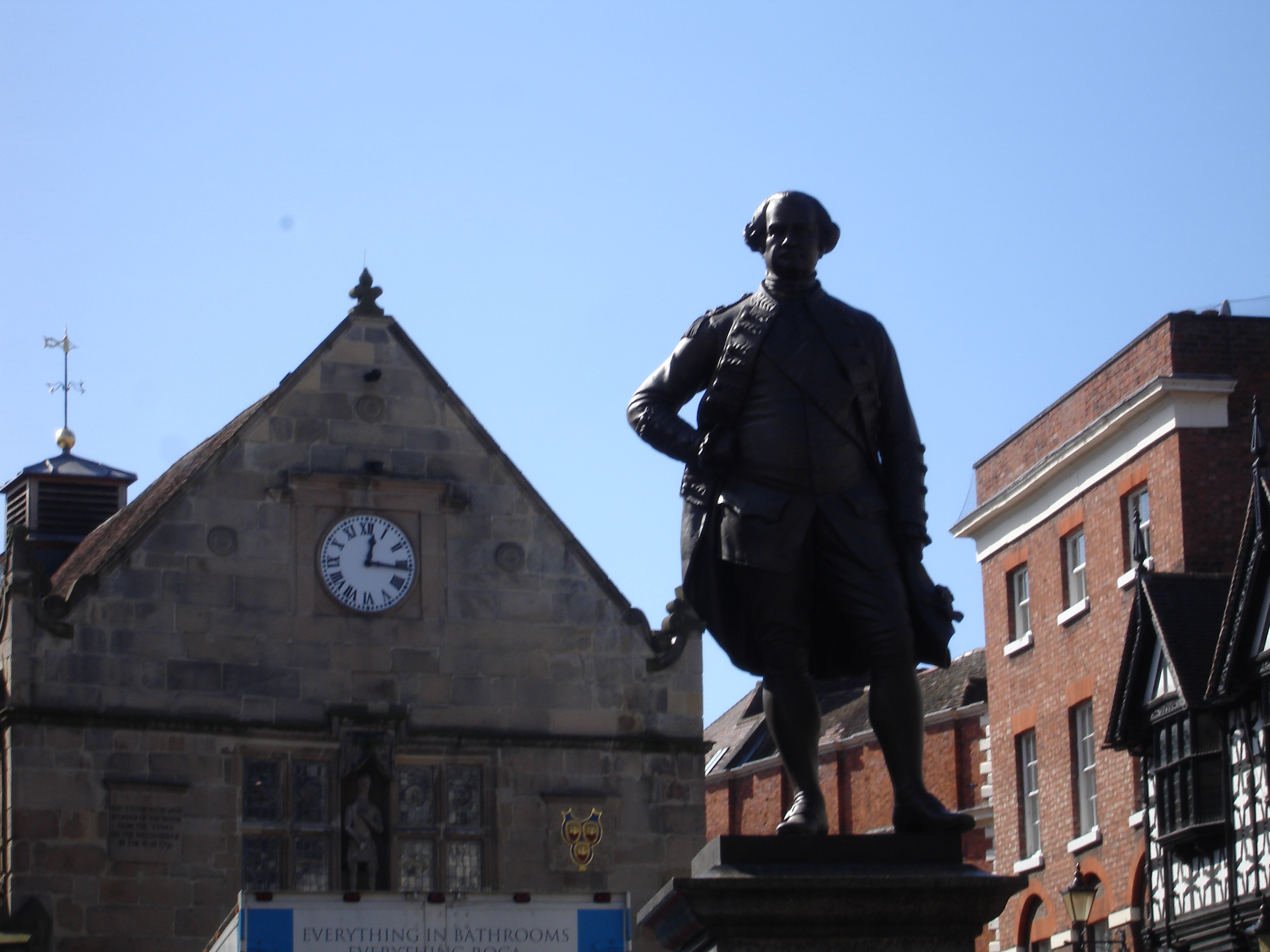
تمثال سيد الهند في ساحة شروزبري

- أدريان جونز، نحات من كوادريجا في هايد بارك كورنر.
- بيلي رايت لاعب كرة قدم.
- باربرا بيم، روائية.
- تشارلز بابيج, رائد الحوسبة.
- تشارلز داروين, العالم البارز وصاحب نظرية التطور.
- ديفيد إدواردز.
- أجلنتينا جيب.
- جو هارت.
- ويلفريد أوين.
- ويليام وايشرلي.

## أعلام
- نورما ميجر
- وليم كيورتن
- روبيرت كلايف
- جيمس إيفانز
- باناستر تارلتون
- إيليزا هايوود
- دايفيد سي. إتش. أوستين
- آلفرد إدوارد هاوسمان
- جون أوسبورن
- جيري لوردان
- فريدريك غرين

## وصلات خارجية
- Shropshire Council
- شروبشاير على مشروع الدليل المفتوح
- Shropshire Star
- Visit Shropshire
- shropshirelive.com
- Images of Shropshire at the English Heritage Archive

‌